# Faradż Abd al-Munim Muhammad
Faradż Abd al-Munim Muhammad, Farag Abdel Moneim Mohamed (ar. فرج عبدالمنعم محمد; ur. 5 lutego 1963, zm. 27 października 2015) – egipski zapaśnik walczący w obu stylach. Olimpijczyk z Los Angeles 1984, gdzie odpadł w eliminacjach w stylu wolnym. Startował w kategorii 52 kg.
Wicemistrz świata juniorów z 1980. Drugi i piąty na igrzyskach śródziemnomorskich 1983 i siódmy w 1991. Piąty na igrzyskach afrykańskich w 1991 i szósty w 1987. Zdobył sześć medali na mistrzostwach Afryki, w tym cztery złote: 1984, 1985, 1986 i 1989. Trzeci na mistrzostwach arabskich w 1987 i drugi na mistrzostwach śródziemnomorskich w 1983 roku.
- Turniej w Los Angeles 1984

Przegrał z Brytyjczykiem Gary Mooresem i Jugosłowianinem Szabanem Trsteną i odpadł z turnieju.